# Coit Albertson
Coit Albertson (Reading, 14 de outubro de 1880 – Los Angeles, 13 de dezembro de 1953) foi um ator de cinema e de teatro estadunidense da era do cinema mudo, que atuou em várias peças a partir de 1909, e em 29 filmes entre 1915 e 1936.

## Biografia
Edward Coit Albertson nasceu em Reading, Pensilvânia, filho de George e Elizabeth (nascida Stock) Albertson, e iniciou sua carreira no teatro, na Broadway, por volta de 1909. atuando, entre outras, no musical Stubborn Cinderella.
No cinema, seu primeiro filme foi o drama curta-metragem The Masked Dancer, em 1915, pela Kalem Company, quando foi creditado como Cort Albertson. Em 1918, atuou pela Fox Film em For Freedom, e em 1919, no seriado The Carter Case, pela Oliver Films, ao lado de Herbert Rawlinson e Marguerite Marsh. Outro seriado, The $1,000,000 Dollar Reward (1920), o levaria ao papel principal, ao lado de Lillian Walker. Atuou posteriormente pela Arrow Film Corporation, como em Scandal Street (1925); e pela Pathé, como no seriado Casey of the Coast Guard (1926). Não fez uma boa transição para a era sonora, e a partir dos anos 1930, só atuou em uns poucos papéis, não creditados. Seu último filme foi Under Two Flags, em 1936, num pequeno papel não-creditado.

## Vida pessoal e morte
Casou com a atriz de cinema e vaudeville Helen Catechakes (1885-1971) em 1908. O nome artístico de Helen era Nellie V. Nichols. O New York Clipper de 17 de julho de 1918 refere E. Coit Albertson e Nellie V. Nichols como casados. The Evening Telegram, de Nova Iorque, em 6 de agosto de 1904 refere que a atriz Nellie V. Nichols (1885-1971) era, na verdade, Helen Catechakes, nascida em Atenas, na Grécia. O livro The Papers of Will Rogers refere que, na verdade, Nellie V. Nichols era filha de gregos, e começou em vaudeville em 1905. Em Women Composers of Ragtime, Nellie V. Nichols é listada como uma das compositoras do ragtime, com duas composições em 1911, The Baseball Bug  e  Pasha's Passion.
Albertson faleceu em Los Angeles, Califórnia, a 13 de dezembro de 1953, e seus restos mortais estão no Inglewood Park Cemetery, em Inglewood, Califórnia.

## Peças
- The Time, Place and Girl[17]
- Stubborn Cinderella[18]

## Filmografia
- The Masked Dancer (1915)
- For Freedom (1918)
- The Carter Case (1919)
- Who's Your Brother? (1919)
- Wits vs. Wits (1920)
- The $1,000,000 Dollar Reward (1920)
- The Silver Lining (1921)
- Why Girls Leave Home (1921)
- The Evil Dead (1922)
- Sunshine Harbor (1922)
- Face to Face (1922)
- The Woman in Chains (1923)
- The Empty Cradle (1923)
- Restless Wives (1924)
- The Average Woman (1924)
- The Sixth Commandment (1924)
- Lend Me Your Husband (1924)
- Those Who Judge (1924)
- Scandal Street (1925)
- The Mad Dancer (1925)
- A Little Girl in a Big City (1925)
- Ermine and Rhinestones (1925)
- The Substitute Wife (1925)
- Casey of the Coast Guard (1926)
- The Jazz Girl (1926)
- The Return of Boston Blackie (1927)
- Love Me Forever (Uncredited, 1935)
- Clive of India (Uncredited, 1935)
- Under Two Flags (Uncredited, 1936)